# 米托山
11°32′08″S 76°10′01″W / 11.53556°S 76.16694°W
米托山（Mit'u），是秘魯的山峰，位於該國中部胡寧大區，由堯利省的莫羅科查區負責管轄，屬於安地斯山脈的一部分，海拔高度約5,000米。